# Боннар, Стефан
Сте́фан Па́трик Бо́ннар (англ. Stephan Patrick Bonnar; 4 апреля 1977, Хаммонд, Индиана — 22 декабря 2022) — американский боец смешанного стиля, представитель полутяжёлой весовой категории. Выступал на профессиональном уровне в период 2001—2015 годов, известен по участию в турнирах бойцовских организаций UFC и Bellator MMA. Финалист первого сезона бойцовского реалити-шоу The Ultimate Fighter. Член Зала славы UFC.

## Биография
Стефан Боннар родился 4 апреля 1977 года в городе Хаммонд штата Индиана, США. Детство провёл в расположенном неподалёку городке Манстере, учился в местной старшей школе. С юных лет увлекался единоборствами, с десяти лет занимался борьбой, в двенадцать лет перешёл в тхэквондо, в 22 года стал осваивать бразильское джиу-джитсу. В дальнейшем также практиковал бокс и муай-тай. Получил чёрные пояса по БЖЖ и тхэквондо, дважды выигрывал турниры «Золотые перчатки» в супертяжёлом весе. В 2000 году окончил Университет Пердью, получив учёную степень в области спортивной медицины.

### Начало профессиональной карьеры
После окончания университета Боннар решил стать бойцом ММА и в ноябре 2001 года дебютировал на профессиональном уровне — одержал за один вечер сразу две победы, в том числе принудил к сдаче достаточно известного в будущем бойца Брайана Эберсоула. Дрался преимущественно в родном Хаммонде в местных небольших промоушенах. В сентябре 2003 года принял участие в первом турнире Jungle Fight в Бразилии, но проиграл здесь техническим нокаутом местному бразильскому бойцу Лиото Мачиде.

### The Ultimate Fighter
Имея в послужном списке семь побед и только одно поражение, в 2005 году Боннар стал одним из участников первого сезона бойцовского реалити-шоу The Ultimate Fighter — заявился сюда как боец полутяжёлой весовой категории.
Присоединившись к команде Рэнди Кутюра, благополучно прошёл своих оппонентов на стадиях четвертьфиналов и полуфиналов. В финальном решающем поединке встретился с Форрестом Гриффином и в напряжённом противостоянии уступил ему единогласным решением судей. Впоследствии некоторые авторитетные издания назвали этот бой лучшим боем года. Несмотря на проигрыш, Боннару всё же предоставили возможность подписать контракт с крупнейшей бойцовской организацией мира Ultimate Fighting Championship.

### Ultimate Fighting Championship
Став полноправным бойцом UFC, Стефан Боннар регулярно принимал участие в турнирах серии Fight Night, где взял верх над такими известными бойцами как Сэм Хогер, Джеймс Ирвин и Кит Джардин. Его победная серия прервалась только в июне 2006 года после встречи с Рашадом Эвансом — по истечении трёх раундов большинство судей назвали победителем Эванса. Также в этом году состоялся ещё один бой против Форреста Гриффина, и Гриффин вновь выиграл единогласным решением. Боннар, к тому же, провалил допинг-тест — в его пробе обнаружили следы анаболического стероида болденона. Бойца отстранили от участия в соревнованиях сроком на девять месяцев и назначили ему штраф в размере 5 тыс. долларов.
По окончании срока дисквалификации Боннар вернулся в бои и одержал в октагоне UFC ещё две победы. Тем не менее, из-за травмы колена ему вновь пришлось сделать длительный перерыв.
В 2009 году Боннар по очкам проиграл Джону Джонсу и Марку Коулману.
В 2010 году провёл два боя против Кшиштофа Сошински. В первом проиграл техническим нокаутом из-за рассечения, появившегося в результате непреднамеренного столкновения головами. Во втором выиграл техническим нокаутом и заработал бонус за лучший бой вечера. Также в этом году отметился победой единогласным решением над хорватом Игорем Покраяцом.
На 2011 год планировался бой против чеха Карлоса Вемолы, но Боннар получил травму и был заменён Ронни Маркесом. Вместо этого позже он вышел в клетку против Кайла Кингсбери и победил единогласным судейским решением.
В октябре 2012 года в главном бою турнира UFC 153 встретился с бразильцем Андерсоном Силвой и проиграл ему техническим нокаутом. После боя также выяснилось, что Боннар вновь провалил допинг-тест — на сей раз на анаболический стероид дростанолон. Президент организации Дэйна Уайт в связи с этими событиями сообщил, что боец на этом заканчивает свою карьеру в ММА.
Позже в 2013 году Стефан Боннар и Форрест Гриффин вместе были включены в Зал славы UFC.

### Bellator MMA
Через два года после завершения карьеры Боннар всё же вернулся и подписал долгосрочный контракт с конкурирующей американской организацией Bellator MMA. Здесь он, тем не менее, провёл только один единственный бой — в ноябре 2014 года раздельным решением судей уступил Тито Ортису.

### Профессиональный реслинг
В 2017 году Боннар проявил себя и как реслер, выступив на шоу организации International Wrestling Syndicate.

## Статистика в профессиональном ММА
| Боёв 24  | Побед 15 | Поражений 9 |
| -------- | -------- | ----------- |
| Нокаутом | 3        | 3           |
| Сдачей   | 7        | 0           |
| Решением | 5        | 6           |

| Результат | Рекорд | Соперник         | Способ                  | Турнир                         | Дата             | Раунд | Время | Место                    | Примечание                                                                      |
| --------- | ------ | ---------------- | ----------------------- | ------------------------------ | ---------------- | ----- | ----- | ------------------------ | ------------------------------------------------------------------------------- |
| Поражение | 15-9   | Тито Ортис       | Раздельное решение      | Bellator 131                   | 15 ноября 2014   | 3     | 5:00  | Сан-Диего, США           |                                                                                 |
| Поражение | 15-8   | Андерсон Силва   | TKO (удары)             | UFC 153                        | 13 октября 2012  | 1     | 4:40  | Рио-де-Жанейро, Бразилия | Боннар вновь провалил допинг-тест.                                              |
| Победа    | 15-7   | Кайл Кингсбери   | Единогласное решение    | UFC 139                        | 19 ноября 2011   | 3     | 5:00  | Сан-Хосе, США            |                                                                                 |
| Победа    | 14-7   | Игор Покраяц     | Единогласное решение    | The Ultimate Fighter 12 Finale | 4 декабря 2010   | 3     | 5:00  | Лас-Вегас, США           |                                                                                 |
| Победа    | 13-7   | Кшиштоф Сошински | TKO (удары руками)      | UFC 116                        | 3 июля 2010      | 2     | 3:08  | Лас-Вегас, США           | Бой вечера.                                                                     |
| Поражение | 12-7   | Кшиштоф Сошински | TKO (остановлен врачом) | UFC 110                        | 21 февраля 2010  | 3     | 1:04  | Сидней, Австралия        | Боннар получил рассечение в результате непреднамеренного столкновения головами. |
| Поражение | 12-6   | Марк Коулман     | Единогласное решение    | UFC 100                        | 11 июля 2009     | 3     | 5:00  | Лас-Вегас, США           |                                                                                 |
| Поражение | 12-5   | Джон Джонс       | Единогласное решение    | UFC 94                         | 31 января 2009   | 3     | 5:00  | Лас-Вегас, США           |                                                                                 |
| Победа    | 12-4   | Эрик Шафер       | TKO (удары руками)      | UFC 77                         | 20 октября 2007  | 2     | 2:47  | Цинциннати, США          |                                                                                 |
| Победа    | 11-4   | Майк Никелс      | Сдача (удушение сзади)  | UFC 73                         | 7 июля 2007      | 1     | 2:14  | Сакраменто, США          |                                                                                 |
| Поражение | 10-4   | Форрест Гриффин  | Единогласное решение    | UFC 62                         | 26 августа 2006  | 3     | 5:00  | Лас-Вегас, США           | Боннар после боя провалил допинг-тест.                                          |
| Поражение | 10-3   | Рашад Эванс      | Решение большинства     | UFC Fight Night 5              | 28 июня 2006     | 3     | 5:00  | Лас-Вегас, США           |                                                                                 |
| Победа    | 10-2   | Кит Джардин      | Единогласное решение    | UFC Fight Night 4              | 6 апреля 2006    | 3     | 5:00  | Лас-Вегас, США           |                                                                                 |
| Победа    | 9-2    | Джеймс Ирвин     | Сдача (кимура)          | UFC Fight Night 3              | 16 января 2006   | 1     | 4:30  | Лас-Вегас, США           |                                                                                 |
| Победа    | 8-2    | Сэм Хогер        | Единогласное решение    | UFC Ultimate Fight Night       | 6 августа 2005   | 3     | 5:00  | Лас-Вегас, США           |                                                                                 |
| Поражение | 7-2    | Форрест Гриффин  | Единогласное решение    | The Ultimate Fighter 1 Finale  | 9 апреля 2005    | 3     | 5:00  | Лас-Вегас, США           | Бой года (2005). Бой включен в Зал славы UFC.                                   |
| Победа    | 7-1    | Шон Солли        | Сдача (треугольник)     | IHC 7-The Crucible             | 5 июня 2004      | 1     | 2:28  | Хаммонд, США             |                                                                                 |
| Победа    | 6-1    | Уильям Хилл      | TKO (удары руками)      | Total Fight Challenge 1        | 24 апреля 2004   | 1     | N/A   | Хаммонд, США             |                                                                                 |
| Победа    | 5-1    | Брэд Линд        | Сдача (удушение сзади)  | IHC 6: Inferno                 | 22 ноября 2003   | 1     | 4:10  | Хаммонд, США             |                                                                                 |
| Поражение | 4-1    | Лиото Мачида     | TKO (остановлен врачом) | Jungle Fight 1                 | 13 сентября 2003 | 1     | 4:21  | Манаус, Бразилия         |                                                                                 |
| Победа    | 4-0    | Терри Мартин     | Единогласное решение    | Maximum Fighting Challenge     | 7 сентября 2002  | 1     | 10:00 | Хаммонд, США             |                                                                                 |
| Победа    | 3-0    | Джей Масси       | Сдача (гильотина)       | UA 1: The Genesis              | 27 января 2002   | 1     | 1:09  | Хаммонд, США             |                                                                                 |
| Победа    | 2-0    | Джош Крюгер      | Сдача (рычаг локтя)     | IHC 3: Exodus                  | 10 ноября 2001   | 1     | 2:55  | Хаммонд, США             |                                                                                 |
| Победа    | 1-0    | Брайан Эберсоул  | Сдача (гильотина)       | IHC 3: Exodus                  | 10 ноября 2001   | 1     | 0:51  | Хаммонд, США             |                                                                                 |